# ميس أحمر العروق
ميس أحمر العروق (الاسم العلمي:Celtis rubrovenia) هو نوع من النباتات يتبع جنس الميس من الفصيلة القنبية.